# Bogey
Bogey (svenska: Spöke) är en golfterm som innebär att bollen går i hålet på 1 slag över hålets par, det vill säga 4 slag på ett par 3-hål, 5 slag på ett par 4-hål et cetera. Ursprungligen var bogey hålets par och kallades även Ground score.
2 slag över par kallas för dubbel bogey, och 3 slag över par trippel bogey.

## Etymologi
Uttrycket bogey myntades när en match spelades mot golfbanans par på Great Yarmouth Club i England (1900). Vinnaren i en av matcherna sade till förloraren, en militär, att ”din motståndare måste vara en riktig bogey man”, det vill säga ett spöke. Militären berättade om detta för sina officerskollegor och de beslutade att under sina officerstävlingar införa en ny figur, Överste Bogey (engelska: Colonel Bogey), den som aldrig gör fel. Det innebar att om spelaren inte klarade par så hade Överste Bogey slagit till. Bogey gav upphov till Colonel Bogey March, känd genom filmen Bron över floden Kwai.